# Morus boninensis
Morus boninensis är en mullbärsväxtart som beskrevs av Gen-Iti Koidzumi. Morus boninensis ingår i släktet mullbär, och familjen mullbärsväxter. Inga underarter finns listade i Catalogue of Life.